# Hesperomeles palcensis
Hesperomeles palcensis är en rosväxtart som beskrevs av C. K. Schneider. Hesperomeles palcensis ingår i släktet Hesperomeles och familjen rosväxter. Inga underarter finns listade i Catalogue of Life.